# Akune
Akune (jap. 阿久根市, -shi) ist eine Stadt in der Präfektur Kagoshima in Japan.

## Geografie
Die Norden der Gemeinde liegt an der Yatsushiro-See, während der Westteil an das Ostchinesische Meer grenzt.

## Geschichte
Sie wurde am 1. April 1952 gegründet.

## Verkehr
- Straße:
  - Nationalstraße 3: nach Kitakyūshū und Kagoshima
  - Nationalstraßen 226, 270
- Zug:
  - JR Kyūshū-Shinkansen
  - Hisatsu-Orange-Linie

## Weblinks

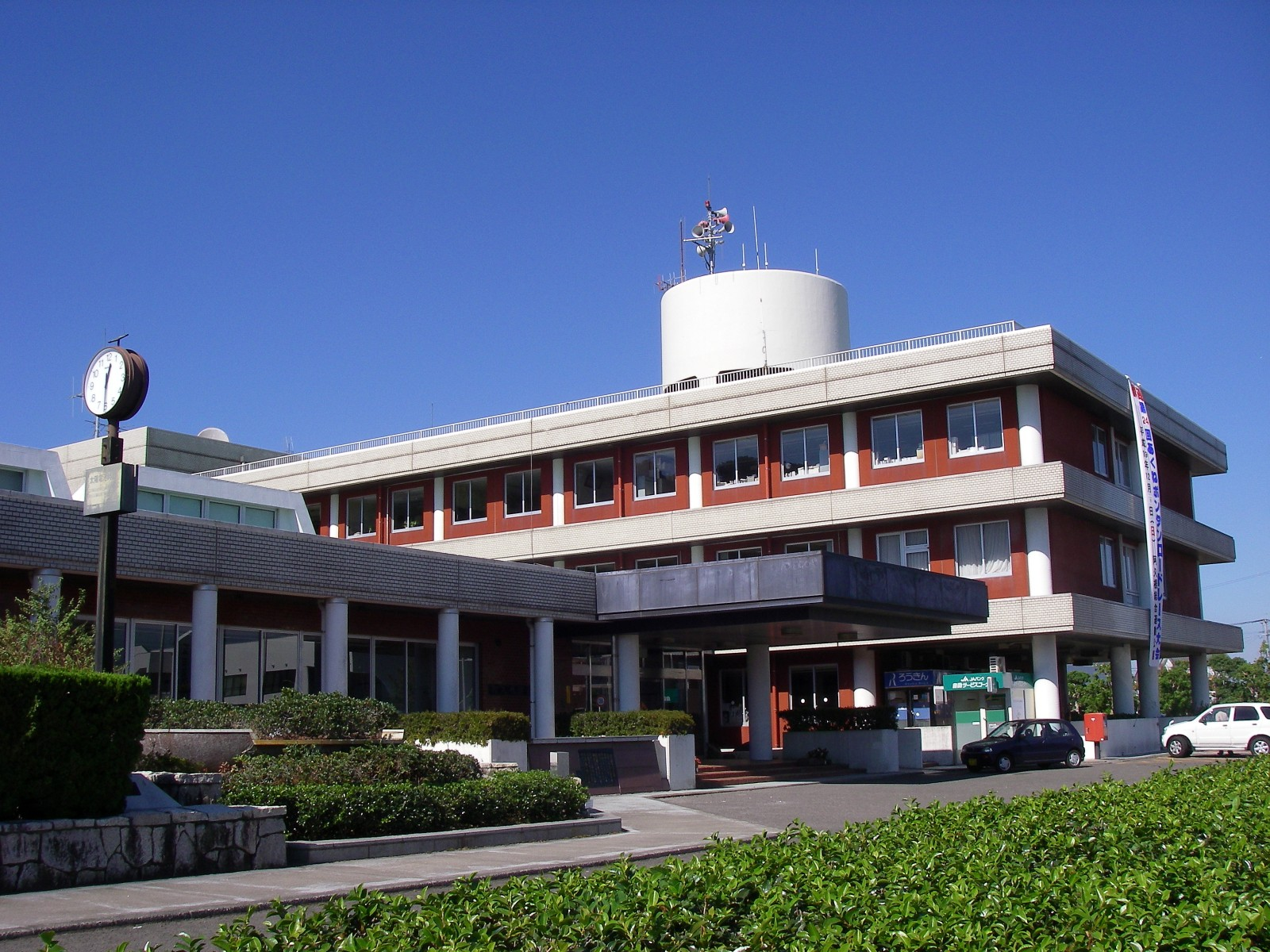
Rathaus von Akune

## Angrenzende Städte und Gemeinden
- Izumi
- Satsumasendai

## Persönlichkeiten
- Shūto Nakahara (* 1990), Fußballspieler
- Yūsei Nakahara (* 1993), Fußballspieler
- Yoshihiro Nakano (* 1993), Fußballspieler
- Shuhei Sasahara (* 1996), Fußballspieler